# Kommissarin Lucas – Schuldig
Schuldig ist ein deutscher Fernsehfilm nach einem Drehbuch von Daniel Schwarz und Thomas Schwebel in der Regie von Miguel Alexandre aus dem Jahr 2016. Es handelt sich um den 24. Filmbeitrag der ZDF-Filmreihe Kommissarin Lucas.

## Handlung
Das Geschwisterpaar Sabuni aus Syrien wird als Drogenkurier missbraucht. Nachdem es bei der Ablieferung der Ware zu Komplikationen kommt und die Geschwister fliehen wollen, werden sie von den Drogenhändlern verfolgt. Dabei wird Hassan getötet, seine Schwester Leila kann entkommen und ist nun auf der Flucht. Am nächsten Tag wird Hassans Leiche im Wald gefunden und Kommissarin Ellen Lucas beginnt, in dem Fall zu ermitteln. Am Auffindeort trifft Lucas auf ihre neue Kollegin Nina Friedrich, die von der Kaltblütigkeit der Drogenhändler überrascht ist, denn dem Opfer wurde ein Teil des Darms herausgeschnitten, was auf seine Funktion als Bodypacker hinweist.
Kommissarin Lucas erkundigt sich im örtlichen Flüchtlingsheim, ob dort Hassan Sabuni, dessen Identität aufgrund eines auffälligen Tatoos festgestellt werden konnte, bekannt war. Tatsächlich lebte er dort und so erfährt Lucas von Leila, die noch immer auf der Flucht ist und für die Polizei nun eine wichtige Zeugin darstellt. Soweit man ihren Spuren folgen konnte, hält sie sich wahrscheinlich im Hafengelände versteckt. 
Beim Versuch, den Weg der Drogen nach Deutschland zu rekonstruieren, finden Lucas und Friedrich heraus, dass der einschlägig bekannte Bojko Jankow die Kuriere über Prag auf dem Luftweg ins Land bringt. Dessen Ex-Frau betreibt in Regensburg ein Fitnessstudio und Lucas hat die Hoffnung, hier seine Spur aufnehmen zu können. Das gelingt und Jankow kann festgenommen werden. Eine gründliche Durchsuchung bringt auch das Messer zum Vorschein, mit dem Hassan aufgeschnitten wurde, allerdings nicht der DNA von Jankow, sondern die seines Mitarbeiters, der daraufhin auch festgenommen wird. Jankow kann jedoch mangels Beweisen nicht in Untersuchungshaft behalten werden.
Kommissarin Lucas ahnt nicht, dass ihr Kollege Boris Noethen ganz private Interessen an der Überführung der Drogenschmugglern hat. Er hatte in der Nähe von Hassan eine Halskette gefunden, von der er weiß, dass sie Alexander Scherer gehört. Er ist der Sohn eines ehemaligen Polizeikollegen, für den Boris sich verantwortlich fühlt und den er um jeden Preis schützen möchte. Gerade jetzt, wo er offensichtlich in das Fahrwasser der Drogenhändler geraten ist. Boris bietet Alex an, ihn ins Kronzeugenprogramm zu bringen, wenn er sich stellt. Doch Alex ist fest entschlossen Leila allein in Sicherheit zu bringen und sie von der gefährlichen Drogenfracht zu befreien. Dabei macht er den Fehler und unterschätzt Bojko Jankow, der seinen Aufenthaltsort herausfindet und Alex erschießt.
Boris muss erkennen, dass sein Kollege Harald Leinenweber vom BKA, mit dem er früher zusammen in der Ausbildung war, mit den Drogendealern zusammenarbeitet. Um ihn zu überführen, stellt ihm Lucas eine Falle. Der Plan gelingt und Leinenweber wird festgenommen.

## Produktionsnotizen
Die Dreharbeiten zu Schuldig erfolgten in München unter dem Arbeitstitel Der innere Zirkel.

## Rezeption

### Einschaltquote
Bei der Erstausstrahlung im ZDF am 14. Mai 2016 um 20:15 Uhr wurde Schuldig von 5,56 Millionen Zuschauern gesehen, was einem Marktanteil von 18,9 Prozent entsprach.

### Kritiken
Volker Bergmeister meinte auf Tittelbach.tv: Auch wenn der Einstieg in die Geschichte „ziemlich konventionell“ erfolge, so „überwiegt“ letztendlich doch das „Lob.“ „Wie sich die Story in den knapp 90 Minuten nach dem eher mauen Auftakt entwickelt, ist überzeugend. Die Geschichte wird immer wendungsreicher, erklärende Dialoge gibt es nur selten. Die Spannung baut sich bis zum Finale auf.“ „Der Schlüssel zur Lösung liegt in der Vergangenheit. Das ist geschickt und gescheit konstruiert und wird ansprechend aufgelöst.“
Für die Frankfurter Rundschau wertete Tilmann P. Gangloff: „Die Geschichte wirkt […] zunächst bekannt, und das nicht nur wegen der speziellen Form des Drogenschmuggelns.“ Doch „die Perspektive verschiebt sich […] mehr und mehr […] und […] entwickelt […] eine unerwartete Komplexität.“
Die Kritiker der Fernsehzeitschrift TV Spielfilm: „Kriener bietet immer noch Charisma und volle Power.“